# Lessebo
Lessebo est une localité de Suède dans la commune de Lessebo, dont elle est le chef-lieu, située dans le comté de Kronoberg.
Sa population était de 3 034 habitants en 2019.